# Trương Lạc Hành
Trương Nhạc Hành (chữ Hán: 张乐行, 1811 – 28/2 ÂL tức 5/4/1863), còn có tên là Lạc Hành (洛行), tên lúc nhỏ là Hương Nhi, xước hiệu là Lão Nhạc, người thôn Trương Lão Gia, Bạc Châu, tỉnh An Huy , thủ lĩnh tối cao của giai đoạn đầu phong trào khởi nghĩa Niệp quân phản kháng nhà Thanh, từng tiếp nhận phong hiệu Ốc vương của Thái Bình Thiên Quốc.

## Buổi đầu khởi nghĩa
Ông sinh ra trong một gia đình địa chủ, thiếu thời từng mở tao phường (xưởng cất rượu), lương hành (tiệm bán lẻ lương thực), đổ cục (sòng bạc); rồi kết đảng đi buôn muối tư, làm Diêm tranh chủ (thủ lĩnh buôn muối). Trong lúc buôn muối thường phát sinh mẫu thuẫn với quan phủ, vào năm Hàm Phong thứ 2 (1852) Nhạc Hành cùng bọn Cung Đắc Thụ, Vương Quan Tam, Tô Thiên Phúc, Hàn Lãng Tử gia nhập Niệp đảng, tiến hành tự vệ, còn giúp nông dân chống lại thuế ruộng, chống sai dịch, đấu tranh với bọn phú hộ.
Năm thứ 3 (1853), bọn Nhạc Hành tụ tập hơn vạn người vây đánh Vĩnh Thành thuộc Hà Nam, cướp ngục cứu tù, thanh thế lớn dần. Tháng 11, bọn thủ lĩnh Phùng Kim Tiêu, Trương Phượng Sơn của 18 nhánh Niệp đảng tại Trĩ Hà Tập uống máu ăn thề, đề cử Nhạc Hành làm minh chủ, dựng cờ khởi nghĩa, gọi là "Thập bát phố tụ nghĩa". Năm sau (1854), các cánh quân Niệp khống chế một khu vực rộng lớn thuộc Hoài Bắc.
Tháng 8 năm thứ 5 (1855), các Niệp đảng các châu, huyện lân cận Vĩnh, Bạc hội họp ở Trĩ Hà Tập, đề cử Nhạc Hành làm thủ lĩnh, xưng là "Đại Hán Vĩnh vương" hay "Đại Hán Minh Mệnh vương", đặt ra quân chế của cờ vàng, trắng, đỏ, đen, chàm. Nhạc Hành tự nắm cờ vàng, Cung Đắc Thụ nắm cờ trắng, Hầu Thế Duy nắm cờ đỏ, Tô Thiên Phúc nắm cờ đen, Hàn Vạn nắm cờ chàm; ban bố "cáo thị" và "hành quân điều lệ". Niệp quân chính thức khởi nghĩa, phái binh đánh khắp các châu huyện chung quanh, khống chế khu vực nam đến Dĩnh Thượng, Hoắc Khâu, bắc phạm Nãng Sơn, Tiêu Sơn thuộc Chiết Giang, đông nối Hoài Viễn, tây liền phủ Quy Đức thuộc Hà Nam.

## Gia nhập Thái Bình Thiên Quốc
Ngày 19/6 năm thứ 6 (1856), Trĩ Hà Tập thất thủ, Nhạc Hành rút về phía nam. Ngày 16/7, ông đánh hạ trong trấn Tam Hà Tiêm . Nhạc Hành trở lên phía bắc, vào ngày 24/8 giành lại Trĩ Hà Tập.
Năm thứ 7 (1857), quân Niệp hội họp với quân Thái Bình của Trần Ngọc Thành, Lý Tú Thành ở giao giới Hoắc Khâu, Lục An, Nhạc Hành tiếp nhận sự lãnh đạo của Thái Bình Thiên Quốc, thụ phong làm Chính bắc chủ tướng. Từ đây, quân Niệp đổi dùng cờ xí của Thái Bình Thiên Quốc. Ngày 13/10, ông lui về Lục An.
Hạ tuần tháng 5 năm thứ 8 (1858), Nhạc Hành soái binh lên bắc, đi qua Chánh Dương Quan, Hạp Thạch Khẩu, chiếm lấy Hoài Viễn, Lâm Hoài và 2 huyện thuộc phủ Phượng Dương, khống chế tuyến giao thông sông Hoài, cắt đứt con đường vận chuyển muối đi Hoài Bắc. Tháng 11, Nhạc Hành cùng quân Thái Bình ở Lư Châu nam hạ, phối hợp với Trần Ngọc Thành, Lý Tú Thành đánh bại quân Tương trong chiến dịch Tam Hà.
Mùa hạ năm sau (1859), Nhạc Hành phái Cung Đắc Thụ đưa quân vượt sông Hoài, liên hiệp với tướng Thái Bình ở Lư Châu là Ngô Như Hiếu đánh hạ Hoài Viễn, nối liền khu vực hoạt động của hai phong trào khởi nghĩa. Tháng 11, ông lui về Định Viễn.
Năm thứ 10 (1860), Nhạc Hành phái Trương Tông Vũ soái 3 vạn quân Niệp chủ lực tấn công phía sau quân Thanh ở Tô Bắc, chiếm lãnh Thanh Giang Phổ , được Thái Bình Thiên Quốc phong làm Ốc vương.
Năm thứ 11 (1861), Nhạc Hành đông tiến đến Dĩnh Thượng. Tháng 2 năm sau (1862), ông cùng bộ tướng của Trần Ngọc Thành là bọn Trần Đắc Tài, Lại Văn Quang hiệp công phủ Dĩnh Châu . Tháng 5, Trần Ngọc Thành bị bắt, ông đơn độc kiên trì chiến đấu ở lưu vực sông Hoài.

## Kết cục
Năm Đồng Trị thứ 2 (1863), Nhạc Hành lại lui về Trĩ Hà Tập, chẹn giữ sông Doãn Gia. Ngày 23/3, ông soái 20 vạn quân tại phía bắc phố Trương Thôn thuộc Qua Dương, tựa lưng vào sông Phì bày trận, quyết chiến với Tăng Cách Lâm Thấm. Quân Niệp đại bại, Nhạc Hành đưa hơn 10 kỵ binh đột vây, đến Mã Gia Điếm thuộc Qua Dương, nhân đêm tối chạy đi Tây Dương Tập, muốn sang Sơn Đông. Niệp thủ ở Tây Dương Tập là Lý Gia Anh thuộc cờ chàm, đã hàng Thanh, giả ý khoản đãi, một mặt mật báo Anh Hàn. Ngày 4 tháng 4, Anh Hàn lập tức soái quân đến Tây Dương Tập bắt sống 3 cha con Nhạc Hành, do Ngưu Sư Hàn áp giải về đại doanh của Tăng Cách Lâm Thấm ở Nghĩa Môn Tập. Nhạc Hành cùng con trai Trương Hỷ, con nuôi Vương Uyển Nhi bất khuất mà bị giết ngay hôm sau.